# Les Aiglons
Pour les articles homonymes, voir Aiglon et Les Aiglons (homonymie).
 (mars 2016).
Si vous disposez d'ouvrages ou d'articles de référence ou si vous connaissez des sites web de qualité traitant du thème abordé ici, merci de compléter l'article en donnant les références utiles à sa vérifiabilité et en les liant à la section « Notes et références ».
Les Aiglons est un groupe de rock 'n' roll instrumental suisse, actif de 1961 à 1966.

## Histoire

### Les débuts
Le groupe a été fondé à Lausanne (Suisse) en 1961 par Laurent Florian, Léon Francioli (guitares) et Antoine Ottino (basse). Christian Schlatter (batterie) et Jean-Marc Blanc (orgue) les rejoignent l'année suivante, le premier en avril et le second en octobre. Ils jouent un rock instrumental fortement inspiré initialement par le groupe britannique The Shadows. Après un premier succès lors de la Coupe suisse des orchestres de rock (Renens/Lausanne), les Aiglons se font remarquer sur la scène du Golf-Drouot à Paris, le 4 janvier 1963.

### Une brève carrière
Cela conduit le groupe lausannois à sortir en mai 1963 un premier 45 tours EP produit par Barclay sur le label Golf-Drouot. Composé par Jean-Marc Blanc, Stalactite est un succès et apporte son heure de gloire au groupe. Il y développe un son qui évoque celui des Tornados, avec l'orgue comme principal instrument solo, mais aussi celui des Spotnicks, avec la section rythmique tranchante et très réverbérée, le tout formant une combinaison réellement originale.
Sous le nom des « Eagles » (sic), Stalactite est même édité aux États-Unis sur le label Smash.
Les Aiglons effectuent plusieurs tournées en France, Belgique, Suisse, Italie et Allemagne. Ils font des spectacles avec Hugues Aufray, Gene Vincent, les Chats Sauvages, Moustique, Danyel Gérard et bien d'autres « idoles des jeunes » des sixties. On leur a même proposé en 1964 de rejoindre, pour deux ans, l'organisation de Claude François comme orchestre de tournée. Mais à la suite d'un veto  parental, le groupe a dû renoncer à cette alléchante perspective.
Début 1965, les Aiglons enregistrent leur quatrième EP avec Marco Vifian, directeur artistique chez Disques Barclay. Ces enregistrements sont réalisés avec trois nouveaux musiciens : Oreste « Cookie » Cristuib aux claviers, en remplacement de Jean-Marc Blanc, Michel Klaus (basse) à la place d'Antoine Ottino, et à la guitare Michel Saugy, ancien guitariste des Sorciers (autre groupe lausannois ayant enregistré chez Barclay), succédant à Laurent Florian. J.-M. Blanc et A. Ottino avaient dû arrêter la musique sur ordre de leurs parents. Quant à Laurent Florian, il n'était plus disponible, à la suite d'un grave accident de la route (dont il s'est bien remis).
L'aventure des Aiglons se termine en 1965, après une tournée allemande dans les bases de l'armée américaine et un périple de deux mois en Sicile. Le groupe cesse toute activité en 1966, après avoir tenté sous le nom de The Sounds une reconversion dans un style avant-gardiste qui aurait pu être similaire à celui de Pink Floyd.

## Héritage
Léon Francioli est le seul ancien musicien des Aiglons à être resté professionnel. Il a concrétisé le rêve de ses quinze ans en devenant un contrebassiste de jazz réputé et un compositeur/arrangeur très demandé dans le monde du spectacle. Léon est décédé le 9 mars 2016 à l'âge de 69 ans des suites d'un cancer.
Jusqu'à sa retraite de journaliste sportif, Christian Schlatter (né en 1945) n'a jamais arrêté de jouer comme batteur, dans différents groupes suisses amateurs comme Rockstalgy (avec Antoine Ottino), Princess, The Hollywood Hunters et Magneto. Vingt ans après Les Aiglons, il a raconté l'épopée du rock helvétique des années 1960 dans deux livres, Rock'n'roll en Romandie (éd. Piantanida, Lausanne, 1984) et Diabolo Rock (éd. Slatkine, Genève, 2008). Il anime « Chapelle Sixties », une émission diffusée sur le site voxinox.ch, et a reformé le groupe Rockstalgy en 2010 avec Antoine Ottino.
Le groupe, formé avec Cyril Mrazek (guitare), Jean-Pierre Hornung (claviers) et Jean-Jacques Morattel (saxophone) a donné une vingtaine de concerts. Rockstalgy a publié en 2014 Mental Instru, un CD instrumental. Le chanteur-guitariste Claude Bonnabry participe depuis 2013 aux concerts du groupe.
Les Aiglons se sont retrouvés le 25 mai 2013 à Lausanne pour fêter le jubilé (50 ans) de l'enregistrement de Stalactite. La soirée s'est déroulée à quelques mètres de ce qui fut le « Caveau de la Tour », que l'on surnomma souvent le « Golf Drouot suisse », et où Les Aiglons donnèrent plusieurs concerts.

## Discographie

### 45 T EP
- 1963 : Stalactite / T'en vas pas / Christine / Marie-Line
- 1963 : Les Aiglons N°2 : Panorama / Dans le vent / De l'amour / Expo 64
- 1964 : Tennessee / Europa / Troika / Bal 10.10 ou Sunday Stranger
- 1964 : Rosko / Patricia / Rêverie / California

Les Aiglons ont enregistré et autoproduit un CD (5 titres) en 1992.

### Compilation 25 cm
- 1964 : Les Aiglons / Moustique (les 8 premiers morceaux du groupe et 4 chantés par Moustique)

### Compilation CD
- Les Aiglons (avec le Petit Prince et Tony Rank). DIAL/1991.
- Les Aiglons (l'intégrale 1963-1992). Magic Records (deux pochettes différentes).